# Velino, Șumen
Velino (în bulgară Велино) este un sat în comuna Șumen, regiunea Șumen,  Bulgaria. 

## Demografie
Componența etnică a satului Velino
     Bulgari (96,59%)
     Romi (2,47%)
     Nicio identificare (0,92%)
     Altele (0%)
La recensământul din 2011, populația satului Velino era de 323 locuitori. Din punct de vedere etnic, majoritatea locuitorilor (96,59%) erau bulgari, cu o minoritate de romi (2,47%). Pentru 0,92% din locuitori nu este cunoscută apartenența etnică.